# Mount Shirley
Mount Shirley är ett berg i Antarktis. Det ligger i Västantarktis. Inget land gör anspråk på området. Toppen på Mount Shirley är 289 meter över havet.
Terrängen runt Mount Shirley är kuperad åt sydväst, men åt nordost är den platt. Trakten är obefolkad. Det finns inga samhällen i närheten.